# Plataforma de Gelo Wordie

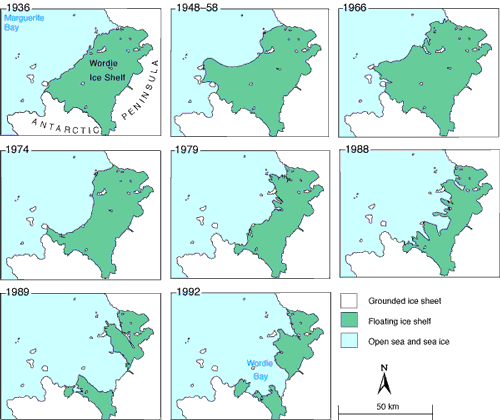
Diagrama mostrando a dissolução da Plataforma de Gelo Wordie por vários anos

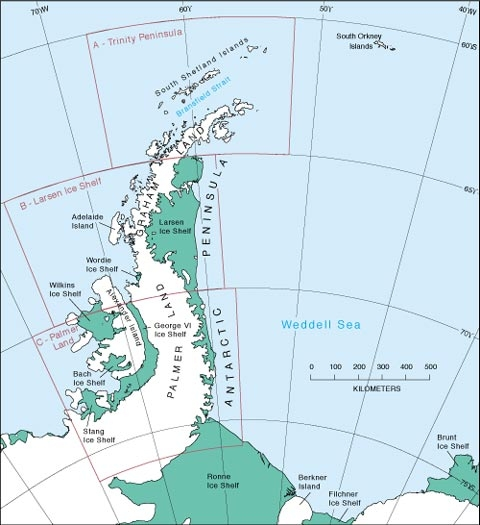
Localização da Plataforma de Gelo Wordie dentro da Península Antártica

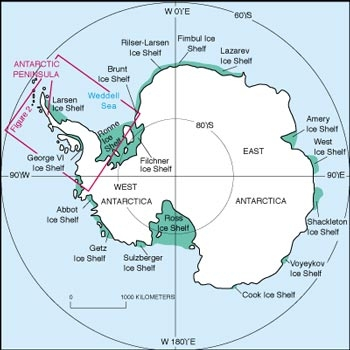
Localização da Península Antártica dentro da Antártica

A Plataforma de Gelo Wordie foi uma geleira confluente se projetando como uma plataforma de gelo na parte SE da Baía Margarida entre o Cabo Berteaux e o Monte Edgell, junto a costa ocidental da Península Antártica, a sul da parte designada Costa Fallières.
Em março de 2008, a British Antarctic Survey relatou que ela parecia prestes A se separar da Península Antártica. Por volta de abril de 2009 a separação ocorreu de fato, desaparecendo por completo.
Descoberta pela Expedição Britânica da Terra de Graham (BGLE) sob o comando de Rymill, 1934–37, que a esta característica deu o nome de Sir James Wordie, Secretário Honorário (mais tarde Presidente) da Sociedade Geográfica Real (Reino Unido), membro do Comitê Discovery e presidente do Scott Polar Research Institute. Também havia sido geólogo e Chefe da Equipe Científica da Expedição Britânica, 1914-16, sob o comando de Ernest Shackleton.